# Peter Zelinka
Peter Zelinka (* 1. März 1957 in Častá; † 27. Oktober 2021 in Bratislava, Slowakei) war ein tschechoslowakischer Biathlet.

## Werdegang
Peter Zelinka wurde bei den Olympischen Winterspielen 1980 Sechster im 10 km Sprint und belegte den 22. Platz im Einzel über 20 km. Im Staffelwettkampf belegte er mit Josef Skalník, Jaromír Šimůnek und Zdeněk Hák den 11. Platz. Vier Jahre später bei den Olympischen Winterspielen in Sarajevo startete er erneut im Staffelwettkampf und wurde mit dem slowakischen Quartett Sechster.
Nach seiner aktiven Sportlerkarriere wurde Peter Zelinka Trainer der slowakischen Biathlon-Nationalmannschaft. Dabei trainierte er unter anderem Anastasiya Kuzmina nach ihrem Wechsel zum slowakischen Verband.